# Jumpei Kusukami
Jumpei Kusukami (楠神 順平 Kusukami Jumpei?), född 27 augusti 1987 i Shiga prefektur, är en japansk fotbollsspelare.
Kusukami började sin karriär 2009 i Kawasaki Frontale. Efter Kawasaki Frontale spelade han för Cerezo Osaka, Sagan Tosu, Western Sydney Wanderers, Shimizu S-Pulse och Montedio Yamagata.